# Міжгалактичний політ

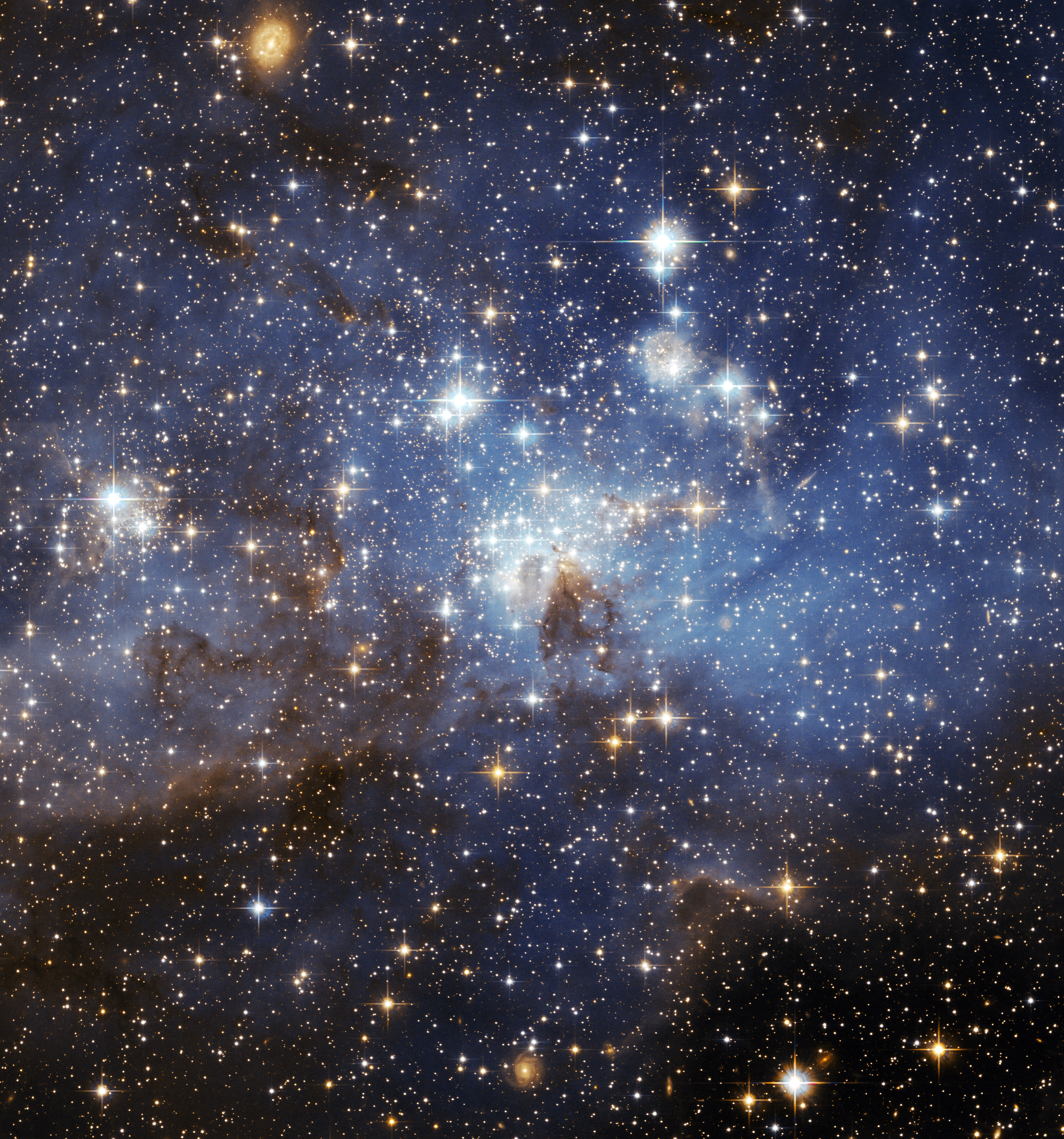
Зорі у Великій Магеллановій Хмарі (ВМХ), карликова галактика. На відстані 163 000 світлових років ВМХ є третьою найближчою галактикою до Чумацького шляху

Міжгалактичний політ — гіпотетична подорож між галактиками з екіпажем або без екіпажу. Через величезні відстані між нашою галактикою, Чумацьким Шляхом, і навіть її найближчими сусідами — сотні тисяч і мільйони світлових років — будь-який такий захід буде значно технологічнішим, ніж навіть міжзоряна подорож. Міжгалактичні відстані приблизно сто тисяч разів (на п'ять порядків) перевищують їхні міжзоряні аналоги.
Технологія, необхідна для подорожей між галактиками, виходить далеко за межі сучасних можливостей людства і в нині є лише предметом теоретичних міркувань, гіпотез та наукової фантастики. Однак у теорії немає нічого, що б остаточно вказувало на неможливість міжгалактичної подорожі. Існує кілька передбачуваних методів проведення такої подорожі, низка вчених серйозно вивчали це питання.

## Складнощі
Через великі відстані будь-яка серйозна спроба подорожувати між галактиками вимагатиме методів руху далеко за межами того, що нині вважають можливим, щоб наблизити великий космічний корабель до швидкості світла.
Згідно з сучасним розумінням фізики, швидкість об'єкта в просторі-часі не може перевищувати швидкості світла, тобто, спроба здійснити подорож у будь-яку іншу галактику була б, за звичайного польоту, подорожжю тривалістю в мільйони земних років.
Подорож людини зі швидкістю, не наближеною до швидкості світла, вимагатиме або подолання власної смертності за допомогою таких технологій, як радикальне продовження життя (зокрема за допомогою кріоніки, кріоконсервації ембріонів тощо), або подорожі на сплячому кораблі, кораблі поколінь, нині розроблюваному НАСА столітньому кораблі чи міжзоряному ковчезі. Якщо подорожувати зі швидкістю, близькою до швидкості світла, уповільнення часу дозволить здійснити міжгалактичну подорож за проміжок часу, що дорівнює десятиліттям часу на подібних кораблях, які наразі є лише концепціями.
Багато питань викликає довговічність космічного корабля для такої складної подорожі. Коливання температури, як у тепло-гарячому міжгалактичному середовищі, можуть потенційно зруйнувати майбутній космічний корабель, якщо його належним чином не захистити.
Ці проблеми також означають, що зворотний політ буде дуже важким і час його може перевищити життєвий цикл людини на Землі (див. міркування щодо тривалості життя цивілізації в рівнянні Дрейка). Тому всі майбутні дослідження ризиків та здійснення міжгалактичних подорожей мають включати широкий спектр симуляцій для збільшення шансів на успішне корисне навантаження.

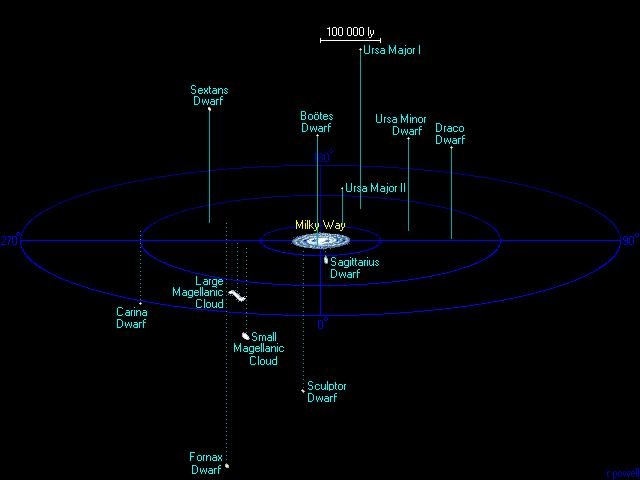
Схема найближчих галактик до галактики Чумацький Шлях, де розташована Земля. Масштаб — у світлових роках

## Можливі методи

### Екстремально тривалі подорожі
Подорож в інші галактики зі швидкістю, меншою за швидкість світла, вимагатиме часу в дорозі від сотень тисяч до багатьох мільйонів років. Нині існує лише одна така розробка.

### Гіпершвидкості зір
Теоретично передбачені 1988 року і спостережувані 2005 року зорі рухаються швидше, ніж друга космічна швидкість Чумацького Шляху, і виходять у міжгалактичний простір. Існує кілька теорій їхнього існування. Одним із механізмів може бути те, що надмасивна чорна діра в центрі Чумацького Шляху викидає зорі з галактики із частотою приблизно одна на кожні сто тисяч років. Іншим теоретичним механізмом може бути вибух наднової у подвійній системі.
Ці зорі рухаються зі швидкістю до 3000 км/с. Тим не менш, нещодавно (листопад 2014 року) на основі чисельних методів постульовано зорі, що досягли значної частки швидкості світла. Названі авторами напіврелятивістськими, зорі що мають гіпершвидкості, викидаються внаслідок злиття надмасивних чорних дір у під час зіткнень галактик. Автори вважають, що ці зорі буде виявлено за допомогою майбутніх телескопів. Щоб використати таку зорю, слід вийти на її орбіту, і далі просто очікувати прибуття на потрібне місце у всесвіті.

### Штучно рухома зоря
Інша пропозиція полягає в штучному просуванні зірки в напрямку іншої галактики.

### Уповільнення часу
Попри те, що світлу потрібно близько 2,54 млн років, щоб перетнути космічну прірву між Землею і, наприклад, Галактикою Андромеди, через ефект уповільнення часу, з точки зору мандрівника, швидкість якого близька до швидкості світла, потрібно значно менше часу; час, який відчуває мандрівник, залежить як від швидкості (трохи менше швидкості світла), так і від пройденої відстані (лоренцеве укорочення — релятивістське скорочення довжини рухомого тіла або масштабу). Тому теоретично міжгалактична подорож для людей можлива з погляду мандрівника.
Прискорення до швидкостей, близьких до швидкості світла, за допомогою релятивістської ракети, дозволило б значно скоротити час у дорозі на кораблі, але зажадало б дуже великої кількості енергії. Це можна здійснити, якщо подорожувати зі сталим прискоренням. Подорож до Галактики Андромеди, розташованої на відстані 2 млн світлових років, займе всього 28 земних років на кораблі з постійним прискоренням 1 g та уповільненням 1 g після досягнення половини шляху, щоб мати змогу зупинитися.
Перехід на Галактику Андромеди з таким прискоренням вимагатиме 4 100 000 кг палива на 1 кг корисного навантаження з використанням нереалістичного припущення про 100%-во ефективний двигун, який перетворює речовину на енергію. Зниження швидкості на півдорозі для зупинки різко збільшує потребу в паливі до 42 трлн кг палива на 1 кг корисного навантаження. Це вдесятеро більше від маси гори Еверест. Оскільки паливо збільшує загальну масу корабля, перевезення більшої кількості палива також збільшує енергію, необхідну для руху з певним прискоренням, і паливо, додане для компенсації збільшення маси, ще більше ускладнить проблему.
Потреба в паливі для польоту в Галактику Андромеди з постійним прискоренням означає, що або корисне навантаження має бути дуже малим, або космічний корабель повинен бути дуже великим, або він повинен збирати паливо чи отримувати енергію дорогою іншими способами (наприклад, із використанням концепту бассардового двигуна).

### Можливі методи перевищити швидкість світла
Двигун Алькуб'єрре — гіпотетична концепція, за допомогою якої космічний корабель може перевищити швидкість світла (сам корабель не рухатиметься швидше за світло, але простір навколо нього буде). Теоретично це може дозволити практичну міжгалактичну подорож. Не існує жодного відомого способу створення хвилі, яка спотворює простір, у якій має працювати ця концепція, але метрики рівнянь відповідають теорії відносності та межі швидкості світла.